# Gimme the Loot
Pour les articles homonymes, voir Gimme.
Pour plus de détails, voir Fiche technique et Distribution.
Gimme the Loot est une comédie dramatique américaine réalisée par Adam Leon et sortie en 2012.

## Synopsis
Malcolm et Sofia sont de jeunes graffeurs qui arpentent les rues de New-York pour couvrir de leurs noms les murs. Un jour, les deux adolescents se lancent le défi de leur vie : taguer la pomme géante du Shea Stadium.

## Fiche technique
- Titre : Gimme the Loot
- Réalisation : Adam Leon
- Scénario : Adam Leon
- Photographie : Jonathan Miller
- Montage : Morgan Faust
- Direction artistique : Lindsay Burdge et Eleonore Hendricks
- Musique : Nicholas Britell
- Production : Dominic Buchanan, Natalie Difford et Jamund Washington ; Sam Soghor
- Société de production : Seven For Ten
- Distribution : Sundance Selects
- Pays : États-Unis
- Genre : Comédie dramatique
- Durée : 1 h 36
- Sortie :
  - États-Unis : 10 mars 2012
  - France : 2 janvier 2013

## Distribution
- Tashiana Washington (en) : Sofia
- Ty Hickson : Malcolm
- Zoë Lescaze : Ginnie
- Joshua Rivera : Rico
- Meeko : Champion
- Sam Soghor : Lenny

## Distinctions

### Nominations
- Gotham Awards 2013 : Bingham Ray Breakthrough Director pour Adam Leon